# Anders Olsson i Bågeholm
Anders Olsson i Bågeholm, född 15 juli 1810 i Bodane, Ödskölts socken, Älvsborgs län, död 4 juli 1900 på Bågeholm i Laxarby församling, var en svensk godsägare och riksdagsman.
Olsson var från 1831 ägare till gården Grättve i Edsleskogs socken och tog 1861 över godset Bågeholm i Laxarby socken samt ägde Glava glasbruk i Värmland. I riksdagen var han ledamot av första kammaren 1875-1876, invald i Älvsborgs läns valkrets. Han var kommunordförande i Laxarby landskommun och landstingsman i Älvsborgs läns landsting 1864-1865, 1867-1870, 1873-1876 samt 1878-1884. Dessutom var han ledamot av styrelserna för Fryxell-Langensköldska stiftelsen, Dalslands Järnväg och Dalslands kanal AB.